# Simon Vikokel
Simon "Don Cho" Vikokel, född 2 maj 1977, är en svensk gitarrist, producent och ljudtekniker. Han är en av originalmedlemmarna i bandet Svenska Akademien. Svenska Akademien somnade in 2009 och Simon Vikokel jobbar nu på Sveriges Radio som musiktekniker. Svenska Akademien gjorde under 2023 en turné med klubbspelningar.

## Diskografi

### Med Svenska Akademien
- 2001 – Snapphaneklanen
- 2002 – Med anledning av
- 2004 – Tändstickor för mörkrädda
- 2005 – Resa sig opp
- 2005 – Upphovsmännen till den skånska raggan (Samling)
- 2007 – Gör det ändå!

### Med Stures Dansorkester
- 2006 – Långsamt gift i bestens buk